# Brattbergs fly
Brattbergs fly är en sjö i Falu kommun i Dalarna och ingår i Gavleåns huvudavrinningsområde.